# Олександр Кратов
Олександр Кратов (нар. 31 березня 1985, Феодосія, Кримська область, УРСР, СРСР) — український спортсмен зі спортивного орієнтування, багаторазовий призер чемпіонатів світу та Європи.

## Біографія
Олександр Кратов народився 1985 року. Перші успіхи на міжнародній арені досягнув у 2004 році, взявши участь у чемпіонаті світу серед юніорів (JWOC) у Гдині (Польща), де посів 16-те місце в естафеті.

## Життєпис
У 2006 році Кратов дебютував на чемпіонатах Європи та світу серед дорослих. У 2008 році він увійшов до десятки найкращих, посівши дев'яте місце на чемпіонаті Європи. Того ж року виступав за фінський клуб Turun Metsänkävijät на нічній естафеті Jukola, де команда посіла восьме
З 2009 року Олександр почав виступати за шведський клуб OK Orion, базований у Карлскруні. У 2010 році на чемпіонаті світу в Тронгеймі він посів п'яте місце на середній дистанції.
У 2011 році Кратов став чемпіоном Швеції у нічному орієнтуванні. У 2012 році на чемпіонаті Європи у Фалуні та Мурі посів четверте місце на середній дистанції та шосте на довгій дистанції.
На чемпіонаті світу 2013 року у Вуокатті, Фінляндія, Кратов здобув свою першу медаль на чемпіонатах світу — бронзу в естафеті у складі української команди разом із Павлом Ушкварком та Денисом Щербаковим. Українська команда поступилася збірним Швеції та Росії.
У 2014 році Кратов здобув дві перемоги на етапах Кубка світу: в Мурсії (Іспанія) та Конгсберзі (Норвегія). На чемпіонаті Європи в Португалії він посів шосте місце на середній дистанції, а на чемпіонаті світу в Італії здобув бронзову медаль на середній дистанції, поступившись Олаву Лунданесу (Норвегія) та Фабіану Хертнеру (Швейцарія).
З 2016 року Олександр виступає за фінський клуб Kovee. У тому ж році разом із командою здобув перемогу в нічній естафеті Jukola, а у 2018 році повторив цей успіх.
На чемпіонаті світу 2017 року в Естонії він здобув ще одну бронзову медаль на середній дистанції, поступившись Тьєррі Георгіу (Франція) та Фабіану Хертнеру (Швейцарія).